# 하루만
《하루만》은 방탄소년단의 두 번째 미니 음반의 수록곡이자 타이틀곡 "상남자"를 이은 후속곡이다. 2014년 2월 12일에 발표하였으며, 2014년 4월 6일부터 후속곡 활동을 하였다.

## 차트
| 차트                  | 최고순위 |
| --------------------- | -------- |
| 가온 주간 디지털 차트 | 149      |